# Шушино
Шушино, до 1949 року — Калліола (рос. Шушино) — селище у Приозерському районі Ленінградської області Російської Федерації.
Населення становить 22 особи. Належить до муніципального утворення Севастьяновське сільське поселення.

## Історія
До 1917 року населений пункт перебував у складі Виборзької губернії Великого князівства Фінляндського. З 1918 по 1940 та в роки Другої світової війни між 1941 та 1944 роками у складі незалежної Фінляндії. Відтак — у складі Ленінградської області.
Указом Президії Верховної Ради РРФСР від 13 січня 1949 року селище Калліола в пам'ять про Івана Шушина був переіменований у Шушино.
Згідно із законом від 1 вересня 2004 року № 50-оз належить до муніципального утворення Севастьяновське сільське поселення.

## Населення
| 2007 | 2010 |
| ---- | ---- |
| 26   | ↘22  |